# В'язки (озеро)
В'я́зки — одне з великих озер з групи Осокорківських озер.

## Розташування
Розташоване серед луків на південь від озера Тягле і сполучається з ним протокою. Це сприяє розповсюдженню водяних тварин, зокрема риб і обміном біофондами між двома водоймами. Озеро має видовжену форму. Вздовж берегів добре розвинена прибережна рослинність: очерет, рогіз вузтколистий, рогіз широколистий. також трапляються стрілиця, лепешняк великий, їжача голівка, частуха. Серед занурених рослин на мілководдях трапляються елодея канадська та кушир занурений, а на більших глибинах рдесник пронизанолистий та курчавий. Також трапляються асоціації рослин із плаваючим на поверхні листям: ряска мала, водокрас та глечики жовті. Наявність водних рослин сприяє розповсюдженню фітофільних безхребетних. Домінуючими групами є молюски, зокрема ставковик овальний, великий, вухатий, живородка болотяна, котушка рогоподібна також трапляються річковий рак, водяний віслючок, клоп-ранатра, жук-плавунець, личинка хірономіди, клоп-водомірка, бабки та інші.
Іхтіофауна представлена наступними видами: плітка, верховодка, краснопірка, сонячний окунь, окунь річковий, карась китайський, лин, лящ, плоскирка, іглиця пухлощока, тупоносий бичок західний, щука, колючка багатоголкова південна  